# Blank stemme
En blank stemme forekommer i forbindelse med demokratiske afstemninger, når en stemmeafgiver undlader at afkrydse en af de fortrykte muligheder, der findes på stemmesedlen.
Ved det danske folketingsvalg regnes en blank stemme for ugyldig ifølge §69 i Bekendtgørelse af lov om valg til Folketinget (27. juni 2004). De tælles dog normalt adskilt fra de øvrige ugyldige stemmer.
Afgivelsen af en blank stemme er omdiskuteret. Nogle mener, at det er uacceptabelt, at en vælger ikke kan tage konkret stilling, mens andre mener, at afgivelsen af en blank stemme er et signal om opbakning til demokratiet i almindelighed, men samtidig et forsøg på at fortælle magthaverne, at valgmulighederne ikke er gode nok. Alternativet hertil vil være helt at undlade at stemme (at blive sofavælger).